# Zygoclistron roraimae
Zygoclistron roraimae är en insektsart som beskrevs av Frédéric Carbonell 1973. Zygoclistron roraimae ingår i släktet Zygoclistron och familjen gräshoppor. Inga underarter finns listade i Catalogue of Life.